# Troglodyte à ventre noir
Pheugopedius fasciatoventris
Espèce
Statut de conservation UICN

 LC  : Préoccupation mineure
Le Troglodyte à ventre noir (Pheugopedius fasciatoventris) est une espèce d'oiseaux de la famille des Troglodytidae.
Son aire s'étend à travers le Costa Rica, le Panama et le nord de la Colombie.